# Willoughby (Ohio)
Pour les articles homonymes, voir Willoughby.
Willoughby est une ville du comté de Lake, dans l’État de l’Ohio. Lors du recensement de 2010, sa population s’élevait à 22 268 habitants. Sa superficie totale est de 26,78 km2.
L'aéroport de Lost Nation est situé au nord-ouest de la ville.

## Source
- (en) Cet article est partiellement ou en totalité issu de l’article de Wikipédia en anglais intitulé « Willoughby, Ohio » (voir la liste des auteurs).